# Río Svíslach
Svísloch o Svíslach (bielorruso, Свíслач, Сьвíслач, Śvísłač; ruso, Сви́слочь, Svisloch) es un río en Bielorrusia, un afluente por la derecha del río Bereziná. Tiene 327 km de largo y una cuenca hidrográfica de 5160 kilómetros cuadrados. El Sviloch fluye a través de Minsk, la capital de Bielorrusia, recorriendo la ciudad de noroeste a sureste.
El nombre del río deriva de la raíz protoindoeuropea -visl-, que viene a significar "fluir", compartiendo origen con otros ríos de Europa del Este como el Vístula.